# فوتبال در فنلاند
فوتبال در فنلاند برخلاف اکثر کشورهای اروپایی، محبوب‌ترین ورزش تماشاگرپسند نیست، یا حداقل به طور سنتی نبوده است؛ این ورزش پس از هاکی روی یخ قرار می‌گیرد که از محبوبیت زیادی در این کشور برخوردار است. فوتبال از نظر تعداد بازیکنان ثبت‌شده (۱۱۵۰۰۰ در مقابل ۶۰۰۰۰) و به عنوان یک سرگرمی محبوب (۱۶۰۰۰۰ در مقابل ۹۰۰۰۰ در بین بزرگسالان و ۲۳۰۰۰۰ در مقابل ۱۰۵۰۰۰ در بین جوانان) از هاکی روی یخ پیشی می‌گیرد. این ورزش محبوب‌ترین سرگرمی در بین افراد ۳ تا ۱۸ سال است، در حالی که هاکی روی یخ در رتبه نهم قرار دارد.